# 12229 Paulsson
12229 Paulsson (tên chỉ định: 1985 UK3) là một tiểu hành tinh vành đai chính. Nó được phát hiện bởi Claes-Ingvar Lagerkvist ở Kvistaberg Observatory in Sweden ngày 17 tháng 10 năm 1985. Nó được đặt theo tên Rolf Paulsson, a professor of theoretical physics ở Uppsala University.